# Eigenmannia limbata
Eigenmannia limbata is een straalvinnige vissensoort uit de familie van de Amerikaanse mesalen (Sternopygidae). De wetenschappelijke naam van de soort is voor het eerst geldig gepubliceerd in 1903 door Schreiner & Miranda Ribeiro.